# Camaeleon-Klasse
Die Camaeleon-Klasse war eine Klasse von acht Dampfkanonenbooten I. Klasse, die von der Preußischen Marine in Auftrag gegeben und später auch von der Kaiserlichen Marine eingesetzt wurde. Sie entstand zeitgleich mit der Jäger-Klasse, war jedoch größer und mit stärkerer Antriebsanlage versehen.

## Entwicklung
Das Königreich Preußen sah sich 1858 wachsenden außenpolitischen Spannungen, besonders mit Dänemark, gegenüber. Dies führte zu der Überlegung, die Küstenverteidigung auszubauen. Die Flotte war zu diesem Zeitpunkt zahlenmäßig sehr klein und nach 1849 kaum vergrößert worden. Auch waren die vorhandenen Kanonenschaluppen, die mit Rudern ausgestattet waren, sowohl technisch als auch militärisch völlig überholt und mussten ersetzt werden. So wurde, unter anderem vom neuen Chef des Generalstabs, Helmuth von Moltke, gefordert, 20 neue Kanonenboote mit Dampfantrieb zu bauen. Mit diesen sollte die Flotte modernisiert und ausgebaut werden, wobei der Wunsch des Prinzen Adalbert, eine hochseetaugliche Flotte zu schaffen, nicht berücksichtigt wurde.
Zunächst wurden Schiffe mit einer Größe von ca. 250 t angedacht, die mit drei Geschützen bewaffnet sein sollten. Dabei lehnte man sich an eine im Krimkrieg bewährte britische Konstruktion an und gab 1859 15 Schiffe dieses Typs bei verschiedenen Privatwerften in Auftrag. Da deren Kostenvoranschlag für diese Kanonenboote II. Klasse, die spätere Jäger-Klasse, unter dem veranschlagten Betrag blieb, wurden im selben Jahr zunächst vier deutlich vergrößerte und mit stärkerer Antriebsanlage ausgestattete Kanonenboote I. Klasse bei der Königlichen Werft Danzig bestellt, die vielfältiger einsetzbar sein sollten. Seitens des Abgeordnetenhauses ging man sogar so weit, für Friedenszeiten einen Einsatz in der Handelsmarine zu fordern, was jedoch aufgrund der Notwendigkeiten des Kriegsschiffbaus nicht möglich war. 1860 wurden vier weitere Schiffe bei der Privatwerft Lübke in Wolgast bestellt, die jedoch aufgrund von verfassungsrechtlichen Streitigkeiten zwischen Regierung und Abgeordnetenhaus und daraus resultierenden Finanzengpässen erst zwischen 1862 und 1865 vom Stapel laufen konnten.

## Technik
Die Kanonenboote wurden als Holzbauten in traditioneller Kraweelbauweise ausgeführt und der Rumpf mit Kupferplatten beschlagen. Die Konstruktionsverdrängung betrug 353 t, die maximale Verdrängung 422 t. Die Schiffe waren insgesamt 43,28 m lang, wobei die Länge der Konstruktionswasserlinie 41,02 m betrug. Die maximale Breite belief sich auf 6,96 m. Bei maximaler Verdrängung belief sich der Tiefgang auf 2,35 m vorn und 2,67 m achtern.
Die Sollstärke der Besatzung umfasste vier Offiziere und 67 Mannschaften.
Die Schiffe der Klasse galten als relativ schlechte Seeschiffe. Obwohl ihre Seeeigenschaften besser waren als die der kleineren Jäger-Klasse, neigten sie dennoch zum Schlingern und waren sehr nass. Ein Andampfen oder Segeln bei Gegensee war nur schwer möglich; außerdem ließen sie sich nur mittelmäßig manövrieren und steuern.

### Antriebsanlage
Die Maschinenanlage bestand aus zwei Kofferkesseln, die 2 atü Druck erzeugten und zwei einzylindrige Dampfmaschinen mit Frischdampf versorgten. Die liegend installierten Dampfmaschinen wirkten auf eine gemeinsame Welle und trieben eine dreiflüglige Schraube mit einem Durchmesser von 1,9 m an. Kessel und Maschinen waren in einem gemeinsamen Raum untergebracht. Die Maschinenanlage, die bei den ersten vier Schiffen 250 PSi, bei der zweiten Lieferserie hingegen 320 PSi leistete, verhalf den Schiffen zu einer Höchstgeschwindigkeit von 9,1 bzw. 9,3 Knoten. Als Brennstoffvorrat wurden bis zu 52 t Kohle mitgeführt.
Außerdem waren die Schiffe mit einer Schonertakelung versehen, die eine Segelfläche von rund 350 m² aufwies. Abweichend davon waren Delphin als Schonerbark und Cyclop als reine Bark getakelt.

### Bewaffnung
Die Schiffe der Camaeleon-Klasse waren mit drei Ringkanonen bestückt, je einem 24-Pfünder, was einem Kaliber von 15 cm entsprach, sowie zwei 12-Pfündern mit 12 cm Kaliber. Lediglich die Drache war mit einem 68-Pfünder (21 cm) ausgerüstet. Die Basilisk erhielt zu Versuchszwecken als eines der ersten Schiffe der Kaiserlichen Marine ein Deckstorpedorohr mit 38,1 cm Durchmesser.

## Einsatz

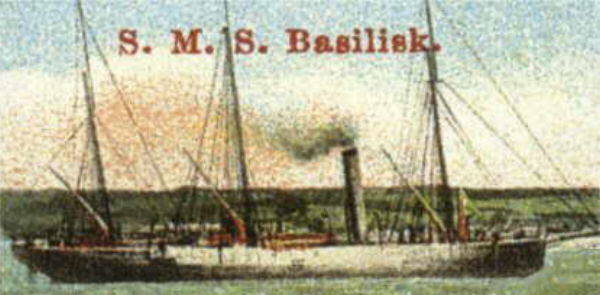
SMS Basilisk auf einer zeitgenössischen Postkarte

Die Kanonenboote wurden während des Deutsch-Dänischen, des Deutschen und des Deutsch-Französischen Krieges eingesetzt, ohne jedoch eine entscheidende Rolle zu spielen. Außerdem wurden sie zur Vermessung von Ost- und Nordsee sowie als Stationsschiff, besonders im Mittelmeerraum, herangezogen.

## Schiffe derCamaeleon-Klasse
- Camaeleon: Stapellauf am 4. August 1860. Erstmals wurde das Schiff im Sommer und Herbst 1861 eingesetzt, danach erst wieder während des Deutsch-Dänischen Krieges bis zum Dezember 1865. In den Jahren 1867 und 1868 erfolgten Indiensthaltungen als Tender und Stationsschiff in Kiel. Letztmals kam die Camaeleon während des Deutsch-Französischen Krieges zum Einsatz. Am 19. März 1872 aus der Liste der Kriegsschiffe gestrichen, wurde das Schiff als Kohlenhulk in Kiel verwendete und nach 1878 abgewrackt.
- Comet: Stapellauf am 1. September 1860. Der erste Einsatz erfolgte von August bis Oktober 1861. Mit Ausbruch des Deutsch-Dänischen Krieges wurde das Schiff wieder aktiviert und führte nach Kriegsende bis Dezember 1865 Vermessungsarbeiten in Ost- und Nordsee durch. 1868 und 1869 wurde die Comet für den Fischereischutz herangezogen und während des Deutsch-Französischen Krieges bei der Verteidigung der Jade eingesetzt. In die Kaiserliche Marine übernommen, diente das Schiff 1872/73 nach dem Ostseesturmhochwasser zur Wrackbeseitigung. Von 1876 bis 1879 wurde die Comet als Stationsschiff im östlichen Mittelmeer eingesetzt. Eine letztmalige Indiensthaltung für den Fischereischutz erfolgte im Frühjahr 1881. Am 30. September 1881 aus der Liste der Kriegsschiffe gestrichen, wurde die Comet als Hulk aufgebraucht und nach 1891 abgewrackt.
- Cyclop: Stapellauf am 8. September 1860. Die erste Indienststellung erfolgte erst mit dem Ausbruch des Deutsch-Dänischen Krieges, während dessen das Schiff in Kämpfe mit dänischen Schiffen verwickelt war. Nach Kriegsende diente die Cyclop als Wachtschiff für den Eider-Kanal und nahm während des Deutschen Krieges an Kampfhandlungen teil. Von 1869 an wurde das Kanonenboot als Stationsschiff in Kiel sowie für Vermessungsarbeiten eingesetzt. Während des Deutsch-Französischen Krieges wurde es für die Verteidigung der Elbmündung herangezogen und diente nach Kriegsende wieder als Stationsschiff in Kiel. Am 19. März 1872 wurde die Cyclop aus der Liste der Kriegsschiffe gestrichen und kurze Zeit später abgewrackt.
- Delphin: Stapellauf am 15. September 1860. Mit Ausbruch des Deutsch-Dänischen Krieges erstmals in Dienst gestellt, wurde die Delphin nach Kriegsende zu Vermessungsarbeiten eingesetzt. Von August 1865 bis April 1866 im Mittelmeer eingesetzt, befand sich das Schiff während des Deutschen Krieges in der Nordsee. Von 1868 bis 1870 sowie von 1871 bis 1873 war die Delphin erneut als Stationsschiff in Konstantinopel tätig. Von 1874 bis 1879 wurde das Kanonenboot jeweils während des Sommers als Vermessungsschiff eingesetzt. 1881 wurde die Delphin letztmals für den Fischereischutz in Dienst gehalten. Am 30. September 1881 aus der Liste der Kriegsschiffe gestrichen, wurde das Schiff kurze Zeit später abgewrackt.
- Basilisk: Stapellauf am 20. August 1862. Das Schiff wurde am 13. Juni 1863 in Dienst gestellt und für den Einsatz im Mittelmeer vorgesehen. Noch vor Ausbruch des Deutsch-Dänischen Krieges in die Heimat zurück berufen, nahm es am 9. Mai 1864 am Seegefecht bei Helgoland teil. Weitere Einsätze erfolgten während des Deutschen und des Deutsch-Französischen Krieges sowie 1867 und 1868 zu Vermessungsarbeiten in der Nordsee. 1874 erhielt die Basilisk als erstes Fahrzeug der Kaiserlichen Marine zu Erprobungszwecken ein Torpedorohr. Am 28. Dezember 1876 aus der Liste der Kriegsschiffe gestrichen, wurde das Kanonenboot als Prahm aufgebraucht und nach 1900 abgewrackt.
- Blitz: Stapellauf am 27. August 1862. Das Schiff wurde am 13. Juni 1863 in Dienst gestellt und für den Einsatz im Mittelmeer vorgesehen. Noch vor Ausbruch des Deutsch-Dänischen Krieges in die Heimat zurückgerufen, nahm es am 9. Mai 1864 am Seegefecht bei Helgoland teil und in der Folge an der Besetzung der Nordfriesischen Inseln teil. Ein weiterer Einsatz erfolgte 1866 während des Deutschen Krieges. 1867/668 befand sich die Blitz erneut im Mittelmeer und kurzzeitig im Schwarzen Meer. Das Kanonenboot wurde während des Deutsch-Französischen Krieges eingesetzt und 1871/72 für den Fischereischutz und als Wachtschiff herangezogen. 1873 und 1874 erfolgten Einsätze als Vermessungsschiff in der Ostsee. Am 28. Dezember 1876 aus der Liste der Kriegsschiffe gestrichen, wurde die Blitz als Kohlenhulk aufgebraucht und 1878 abgewrackt.
- Meteor: Stapellauf am 17. Mai 1865. Aufgrund finanzieller Schwierigkeiten konnte das Schiff erst am 6. September 1869 erstmals in Dienst gestellt werden. Es folgte ein Einsatz in der Karibik. Im Zusammenhang mit dem Deutsch-Französischen Krieg führte die Meteor am 23. Oktober 1870 vor Havanna ein Gefecht mit dem französischen Aviso Bouvet. 1872 und 1873 wurde das Schiff zu Vermessungsarbeiten herangezogen. Von Oktober 1873 an hielt sich die Meteor bis 1877 zunächst im westlichen, später im östlichen Mittelmeer auf. Am 21. November 1877 wurde das Kanonenboot aus der Liste der Kriegsschiffe gestrichen und der Rumpf als Kohlenhulk aufgebraucht.
- Drache: Stapellauf am 3. August 1865. Aufgrund finanzieller Schwierigkeiten konnte das Schiff erst am 22. April 1869 erstmals in Dienst gestellt werden. Als einziges Kanonenboot der Klasse verfügte die Drache über ein 68-Pfünder- anstelle des 24-Pfünder-Geschützes. Das Schiff wurde während des Deutsch-Französischen Krieges eingesetzt und diente von 1872 bis 1887 als Vermessungsschiff. Von 1881 an wurde die Drache auch zu meereskundlichen Aufgaben, von 1883 an auch für den Fischereischutz herangezogen. Am 13. Dezember 1887 wurde das Kanonenboot aus der Liste der Kriegsschiffe gestrichen, 1888 als Zielschiff bei Torpedoversuchen genutzt und anschließend abgewrackt.